# José Antonio Redondo
José Antonio Redondo Ramos (født 5. marts 1985) er en spansk tidligere professionel cykelrytter. Redondo blev fyret fra Astana i september 2007 efter at han ikke havde fulgt holdets anti-dopingregler.
Det kom i foråret 2009 frem, at Redondo var blevet testet positiv for brug af anabole steroider.